# FANTASMA
『FANTASMA』（ファンタズマ）は、CORNELIUSが1997年に発表した3作目のスタジオ・アルバムである。

## 概要
初回限定盤は特殊パッケージに特製イヤフォン付き。アートワークは信藤三雄、北山雅和。トラットリア・メニュー133。通常盤はメニュー138。アナログ盤はメニュー139。
1曲目の「MIC CHECK」はバイノーラル録音。
通常盤には4曲のボーナス・トラックが収録されており、「TYPEWRITE LESSON (Demo)」では後の妻となる嶺川貴子がヴォーカルで参加している。
また8曲目の「CHAPTER 8 〜Seashore and Horizon〜」にはアップルズ・イン・ステレオ（The Apples in Stereo）のロバート・シュナイダー（Robert Schneider）が作詞とベース&ヴォーカル、当時メンバーだったヒラリー・シドニー（Hilarie Sidney）がドラム&ヴォーカルで参加している。10曲目の「2010」の原曲はバッハの小フーガ ト短調。
コーネリアスの作品として初めて海外のマタドール・レコードからもリリースされた作品である。世界21ヵ国でリリース。マタドール盤の『FANTASMA』の6曲目は「Magoo Opening」となっているが、内容は「MONKEY」と全く同じである（サンプリング許可の関係上、曲名を変えることになった）。この作品をきっかけにコーネリアスの海外での活動は活発していくこととなり、リミックス依頼も急増されていくことになる。
2010年11月に、砂原良徳のリマスタリングによって再発売された。初回限定盤と通常盤の2形態でのリリースであり、初回限定盤は三方背ボックス仕様で、リマスター盤「FANTASMA」のディスク1、レア・トラックを集めたディスク2、『FANTASMATIC WORLD TOUR』の日本武道館公演などを収めたライブDVDがそれぞれ紙ジャケで同梱された。
リマスター盤初回限定ディスク2収録の「COUNT 5, 6, 7, 8 (Yasuharu Konishi Remix)」は、リミックス・アルバム「FM」にも収録されているが、オリジナルバージョンは公式にリリースされていない。オリジナルバージョンは1998年のテレビ朝日「ル・マン24時間レース」のイメージソングに起用され、限定でプレスされたマキシシングルが視聴者プレゼントとして提供された程度にとどまっている。
2016年6月に、アメリカのLefse RecordsよりLPのみ再発売された。通常盤の黒盤、限定のオレンジ盤の2形態でのリリースであり、両方2枚組、またMP3のダウンロードコードが封入された。この再発の際、ピッチフォーク・メディアでは8.8の高得点、またベスト・ニューリイシューアルバムを獲得した。
2020年に、アメリカのVinyl Me,Pleaseより500枚限定でLPのみ再発売された。

## 収録曲
1. MIC CHECK
2. THE MICRO DISNEYCAL WORLD TOUR
3. NEW MUSIC MACHINE
4. CLASH
5. COUNT FIVE OR SIX
6. MONKEY
7. STAR FRUITS SURF RIDER
8. CHAPTER 8 〜Seashore and Horizon〜
9. FREE FALL
10. 2010
11. GOD ONLY KNOWS
12. THANK YOU FOR THE MUSIC
13. FANTASMA

LPはSIDE-A#1～7 SIDE-B#8～13
1997年の初回盤にはEYEによる、トラットリア・レーベルの「SHOCK CITY」の宣伝用トラックが14曲目に収録されている。16分以上に及ぶ、このトラックを入れると収録時間は74分。また1997年の初回盤にはEYEによる絵も封入されている。
「2010」は、ヨハン・ゼバスティアン・バッハの「フーガ ト短調 BWV578」をアレンジしたもの。

## 通常盤ボーナストラック
1. FANTASMA Spot
2. FANTASMA (Alternate Version)
3. CHAPTER 8 〜Seashore and Horizon〜 (Demo)
4. TYPEWRITE LESSON (Demo)

## リマスター盤初回限定ディスク2
1. TAYLOR
2. THE FIGHT
3. LAZY
4. BALL IN KICK OFF
5. TYPEWRITE LESSON
6. THE MICRO DISNEYCAL WORLD TOUR (High Llamas Remix)
7. CLASH (The Pastels Remix)
8. COUNT 5, 6, 7, 8 (Yasuharu Konishi Remix)
9. STAR FRUITS SURF RIDER (Damon Albarn Remix)
10. E1/2 at Glastonbury Festival 1999/06/17
11. LAZY (BBC Live version)
12. BALL IN KICK OFF (BBC Live version)
13. CHAPTER 8 ～Seashore and Horizon〜 (Demo)
14. FANTASMA Spot
15. FANTASMA (Alternate Version)
16. FANTASMA Spot B by Hibiki Tokiwa

## リマスター盤初回限定ディスク3（DVD）
1. OPENING
2. MIC CHECK
3. THE MICRO DISNEYCAL WORLD TOUR
4. NEW MUSIC MACHINE
5. CLASH
6. STAR FRUITS SURF RIDER
7. FREE FALL
8. OPENING
9. COUNT FIVE OR SIX
10. E
11. APE SHALL NEVER KILL APE
12. STAR FRUITS SURF RIDER
13. FANTASMA TV Spot

〈LIVE AT BUDOKAN〉#1～7 〈EUS〉#8～11 ミュージック・ビデオ#12 TV Spot#13

## 2016年版レコード
A面
1. MIC CHECK
2. THE MICRO DISNEYCAL WORLD TOUR
3. NEW MUSIC MACHINE
4. CLASH
5. COUNT FIVE OR SIX

B面
1. MONKEY
2. STAR FRUITS SURF RIDER
3. CHAPTER 8 〜Seashore and Horizon〜
4. FREE FALL

C面
1. 2010
2. GOD ONLY KNOWS
3. THANK YOU FOR THE MUSIC
4. FANTASMA

D面
1. TAYLOR
2. LAZY
3. BALL IN KICK OFF
4. TYPEWRITE LESSON

## 主な参加ミュージシャン
- ムーグ山本（Buffalo Daughter）- ターンテーブル#1,10
- 戸田良枝 - ドラムス#5,7,9
- ロバート・シュナイダー（The Apples in Stereo）- 作詞、ベース&ヴォーカル#8
- ヒラリー・シドニー（The Apples in Stereo）- ドラム&ヴォーカル#8
- ショーン・オヘイガン （The High Llamas）- バンジョー、コーラス&サンプル#12
- 藤原和通 - マイクチェック、マイクマスター#1,7,10
- 久米大作 - ストリングス・アレンジメント#12